# جدول پارتیشن GUID
جدول پارتیشن GUID (به انگلیسی: GUID Partition Table) با به خلاصه جی‌پی‌تی، استانداردی برای طرح‌بندی جدول پارتیشن در دیسک سخت است که از شناسه‌های منحصربه‌فرد سراسری استفاده می‌کند. جی‌پی‌تی طرح‌بندی جدیدتر و پیشرفته تر برای جدول پارتیشن است که به تدریج جایگزین رکورد راه‌انداز اصلی (به انگلیسی: MBR) می‌شود. ام‌بی‌آر از ۳۲ بیت برای ذخیره آدرس‌های بلاک منطقی و اطلاعات مربوط به اندازه پارتیشن‌ها استفاده می‌کند. در دیسک‌هایی که از سکتورهای ۵۱۲ بایتی استفاده می‌کنند، مدخل‌های جدول پارتیشن ام‌بی‌آر نهایتاً حجمی با حداکثر اندازه ۲ ترابایت (۲۴۱ یا ~۲٫۲۰ × ۱۰۱۲ بایت) را اجازه می‌دهند و آدرس‌دهی سکتورهای بالاتر از آن ممکن نیست. تعدادی از تولیدکنندگان دیسک سخت، دیسک‌هایی با سکتورهای ۴ کیلوبایتی طراحی کرده‌اند که این محدودیت را تا حدودی برداشته و این مقدار را به ۱۶ ترابایت رسانده است. جی‌پی‌تی از ۶۴ بیت برای آدرس‌های بلاک منطقی استفاده می‌کند و بنابراین می‌توان پارتیشنی با حداکثر اندازه ۲۶۴−۱ سکتور داشت. برای دیسک‌هایی که از سکتورهای ۵۱۲ بایتی استفاده می‌کنند، این مقدار برابر ۹٫۴ زتابایت (۹٫۴ × ۱۰۲۱ بایت) است. امروزه اکثر سیستم‌عامل‌های مدرن از جی‌پی‌تی پشتیبانی می‌کنند. مانند سیستم‌عامل مایکروسافت ویندوز، اواس ده، فری‌بی‌اس‌دی، انواع توزیع‌های لینوکس و ...
همچنین جی‌پی‌تی، محدودیت چهار پارتیشن اولیه را هم ندارد و می‌توان به تعداد ۱۲۸ پارتیشن داشت. (این مقدار به پارامترهای مختلفی بستگی دارد)